# 大井信常
大井 信常（おおい のぶつね）は、戦国時代の武将。甲斐武田氏の家臣。武田信玄の叔父。

## 生涯
信常は甲斐国西郡の国衆・大井信達の次男。大井氏は享禄4年（1531年）2月2日に兄・信業が病死し、信業の子・信為が家督を相続する。「諸州古文書」によれば、天文14年（1544年）6月14日、信濃府中における武田氏と信濃守護・小笠原長時との合戦において信常の被官である中島善五郎が首級を挙げ、武田晴信から感状を得ている。
三条西実枝『甲信紀行の歌』によれば、天文16年（1547年）に三条西実枝は甲斐へ下向して歌会を開き、同年8月20日に実枝と信常、武田信繁、信常の弟である武藤信堯らが精進（山梨県南巨摩郡富士河口湖町精進）において歌会・船遊びを行っている。翌8月21日にも出立する信枝と歌を交わしている。また、『心珠詠藻』によれば、年不詳の秋には甲斐へ下向した四辻季遠が信常の宿所を訪問し、和歌を詠んでいる。
『高白斎記』によれば、天文18年（1549年）月27日には甥にあたる信為が死去し、名代として家督を相続している。『高白斎記』によれば、天文19年（1550年）8月25日の戸石城（長野県上田市）攻めでは足軽大将の横田高松・原虎胤らとともに敵情視察に派遣されている。
天文20年7月14日に死去し、子息により高野山成慶院で供養が行われているが、命日は供養依頼日である可能性も指摘される。『武田家御位牌帳』『武田源氏一統系図』によれば、法名は松山全祝禅定門。
信常の没後は信舜が家督を相続する。